# والتر فرانكو
والتر فرانكو (بالبرتغالية: Walter Franco‏) هو مغني وملحن برازيلي، ولد في 6 يناير 1945 في ساو باولو في البرازيل.

## وصلات خارجية
- والتر فرانكو على موقع ميوزك برينز (الإنجليزية)
- والتر فرانكو على موقع ديسكوغز (الإنجليزية)